# Thomas A. Steitz
Thomas Arthur Steitz (Milwaukee, Wisconsin, 1940. augusztus 23. – Branford, Connecticut, 2018. október 9.) Nobel-díjas amerikai biokémikus.

## Életútja
1966-ban doktori fokozatot szerzett a biokémia és a molekuláris biofizika területén a Harvard Egyetemen. A Howard Hughes Medical Institute-ban és a Yale Egyetemen dolgozott.
2009-ben „a riboszóma szerkezetének és működésének kutatásáért” megosztott kémiai Nobel-díjat kapott az indiai Venkatráman Rámakrisnannal és az izraeli Ada Yonathtal.

## Díjai, elismerései
- kémiai Nobel-díj (2009)